# Mohamed Betchine
Mohamed Betchine, né le 28 novembre 1934 à Constantine et mort dans la même ville le 29 novembre 2022, est un général de l'armée algérienne à la retraite et homme politique.
Monté au maquis en 1955 durant la guerre d'Algérie, il a dirigé de nombreuses unités de l'armée de terre, il dirigera les services secrets algériens à la fin des années 1980 avant de devenir l'un des hommes de confiance du président Liamine Zeroual et l'un des fondateurs du RND.

## Fonction et nominations
- 1979-1989, membre du comité central du FLN
- 1984, promu colonel
- 1984-1987, commandant de la 4e région militaire
- 1987-1987, commandant de la 3e région militaire
- 1987-1988, nommé à la tête de la Direction centrale de la sécurité de l'armée (DCSA)
- 1988, promu général
- 1988-1990, nommé à la tête de la direction générale de la Prévention et de la Sécurité (DGPS)
- 1997-1998; ministre conseiller du président de la république